# Články Konfederace a trvalé unie
Články Konfederace a trvalé unie (anglicky Articles of Confederation and Perpetual Union), častěji označované zkráceným názvem Články Konfederace, jsou považovány za první písemnou ústavu upravující celonárodní vládní systém ve Spojených státech amerických. Tento dokument vstoupil v účinnost krátce po svém sepsání v letech 1776–1777, ačkoliv formálně byl ratifikován až roku 1781. Články poskytly právní rámec pro již pracující Kontinentální kongres, jeho diplomatické vztahy s Evropou a jeho přístup k územním záležitostem. Kritizovány byly zejména kvůli tomu, že vláda pracující na jejich základě byla příliš slabá, a po rozsáhlých debatách byly nakonec roku 1789 nahrazeny současnou Ústavou Spojených států amerických.

## Články konfederace
Podobně jako vlády v jednotlivých státech (kolonií), i centrální vláda vznikla z revoluční instituce, která neměla oporu v žádném zákonu. Kontinentální kongres fungoval až do března roku 1781 pouze na základě obecného souhlasu. Neexistovala žádná jeho ústavní podpora. Poměrně velmi brzy se však začaly objevovat návrhy nové podoby centrální vlády a již 12. června 1776 výbor vedený Johnem Dickinsonem vydal nový návrh ústavy „Články Konfederace a trvalé Unie“ Revoluční Kongres o tomto návrhu průběžně debatoval více než rok a nakonec jej přijal 15. listopadu 1777 s podmínkou ratifikace ve všech jednotlivých státech.
V platnost vstoupilo nové uspořádání v březnu 1781, ale v podstatě byl pouze legalizován současný stav a uspořádání. Kongres uspořádaný z článků konfederace se pyšnil mnoha povinnostmi, za to však měl jen minimum skutečných pravomocí. Mezi jeho pravomoci patřily otázky zahraničních vztahů, války a míru. Řešil rovněž potyčky a spory mezi jednotlivými státy, určoval ražbu mincí, zajišťoval poštovní službu, zodpovídal za indiánské otázky a také za západní území. To vše bylo v kontrastu s tím, že neměl jak donutit státy ani jednotlivce k plnění jeho rozhodnutí či nařízení. Nemohl rovněž nařizovat jakékoliv daně a byl závislý pouze na dobrovolných odvodech, které však mohli státy jakkoliv zanedbávat, protože neexistovaly žádné sankce.
Po dlouhotrvajících bojích s původním britským parlamentem Američané vůbec netoužili po silné ústřední vládě. Reálně tak měl nový kongres ještě menší moc než kdysi parlament. Neměl příležitost jakkoliv regulovat ani mezistátní a zahraniční obchod. Pro mnohé důležité zákony bylo nutné schválení zvláštní většinou. Mnohá opatření (válka, korzárství, smlouvy, ražba mincí, finance, armáda a loďstvo) muselo schválit minimálně devět států. Jakékoliv dodatky k samotným Článkům Konfederace musely jednohlasně schválit všechny státy. Konfederace postrádala výkonnou i soudní moc. Hlavou vlády byl pouze každoročně volený prezident Kongresu. Neexistovaly ani žádné federální soudy.
Toto slabé vládní uspořádání však bylo svým způsobem výhodné pro nově vznikající stát. Odložilo jakékoliv bratrovražedné spory o dělbu moci na pozdější čas.

### Stručné znění Článků konfederace
„My, níže podepsaní delegáti států, jejichž názvy jsou uvedeny u našich jmen, zasíláme všem, jimž přísluší obdržet tuto listinu, pozdrav.
Ježto delegáti Spojených států amerických shromáždění v Kongresu o patnáctém dni měsíce listopadu Léta Páně tisícího sedmistého sedmdesátého sedmého a ve druhém roce nezávislosti Ameriky schválili Články konfederace a trvalé unie mezi státy New Hampshire, záliv Massachusetts, Rhode Island a osada Providence, Connecticut, New York, New Jersey, Pensylvánie, Delaware, Maryland, Virginie, Severní Karolína, Jižní Karolína a Georgie.“

#### Článek I.
„Název této konfederace je „Spojené státy americké“.“

#### Článek II.
Definuje zachování veškerých práv, svrchovanosti, svobody a nezávislosti, soudní pravomoci, kromě těch, která jsou postoupena Spojeným státům, shromážděným v Kongresu.

#### Článek III.
Obsahuje prohlášení, kterým zúčastněné státy říkají, že toto společenství je pevné, vzájemně přátelské, za účelem společné obrany, zajištění svobod a vzájemného blahobytu. Obsahuje závazek výpomoci proti jiným silám, ať už z jakéhokoliv důvodu hrozícím některému ze států.

#### Článek IV.
Tento článek se zabývá především svobodou obyvatel každého státu „s výjimkou nuzáků, tuláků a prchajících před zákonem.“ Zaručuje svobodu pohybu a ochraňuje jejich majetek (a to i proti daním nebo clům ze strany zúčastněných států). Rovněž ale říká, že soudní systémy v jednotlivých státech se budou vzájemně uznávat a v podstatě definuje způsob vydávání zločinců mezi státy.

#### Článek V.
Určuje způsob fungování Kongresu a jmenování jeho delegátů z jednotlivých států včetně jejich zastoupení (min. dvě, max. osm osob). Omezuje funkční období delegátů a také jejich fungování ve státní správě. Zavádí shromáždění států a také shromáždění Kongresu (kde má každý stát pouze jeden hlas). Na závěr stanovuje imunitu jednotlivých členů Kongresu, ale také ji omezuje – zvláště v oblastech vlastizrady a hrdelních zločinů, či porušení míru.

#### Článek VI.
Definuje způsob, jakým jednotlivé státy přistupují k diplomacii, respektive k zahraniční politice. Výslovně zakazuje jakékoliv dary a funkční požitky ze zahraničí a také šlechtické tituly. Omezuje uzavírání úmluv dvou či více států bez svolení Spojených států shromážděných v Kongresu. Také zakazuje stanovení jakýchkoliv poplatků nebo cel vůči cizím státům, které by mohli být v rozporu se smlouvami, které uzavřeli Spojené státy. Tento článek také omezuje válečné loďstvo v době míru (pouze nezbytně nutné k obraně tohoto státu a obchodu). Totéž platí pro ozbrojené sbory. Definuje, že každý stát bude udržovat funkční domobranu s dostatečnou výzbrojí a výstrojí. V závěru omezuje jakékoliv válečné akce bez souhlasu Spojených států a v podstatě říká, že nemůže samostatně v těchto věcech rozhodovat. Jakékoliv vyhlášení války a s tím spojená omezení nebo nařízení může provést pouze samotný Kongres.

#### Článek VII.
Zabývá se způsobem jmenování hodností v pozemních silách společné obrany.

#### Článek VIII.
Určuje úhradu válečných nákladů a dalších výdajů související se společnou obranou Spojených států. Vše je hrazeno společnou pokladnou, která je naplňována jednotlivými státy v úměře hodnoty všech pozemků každého státu.

#### Článek IX.
Tento článek se opět vrací k pravomocím a jejich upřesnění obsažených ve článku VI., které podrobněji definuje. Stanovují Kongres jako poslední odvolací místo všech sporů, které mohou být mezi dvěma či více státy ve věcech: hranice, soudní příslušnost nebo jiných. Stanovuje postup, jak se k tomuto posledním odvolacímu místu spor dostane. Velmi podrobně určuje způsob volby zástupců jednotlivých sporných stran a jejich soudců, včetně jejich přísah a slibů. Určuje také výhradní pravomoc Spojeným státům regulovat slitinu a hodnotu mincí, ražených jejich vlastním orgánem nebo orgány jednotlivých států. Dává také Kongresu výlučnou pravomoc stanovit pevnou míru vah a měr, regulovat obchod a zabývat se veškerými záležitostmi s indiány. Rovněž zakládat a řídit poštovní úřady po celých Spojených státech (včetně ceny poštovních služeb k pokrytí výdajů tohoto úřadu). Uděluje také Kongresu pravomoc jmenování důstojníků pozemních a námořních sil a pověřovat je úkoly. Vytváří také pravidla pro jejich kontrolu a řízení operací. Závěrem také stanovuje, jakým způsobem bude Kongres jednat a odročovat svá jednání.

#### Článek X.
Určuje oprávnění k jednání Výboru států mezi jednotlivými zasedáními Kongresu a výkonu jím svěřených pravomocí, které mu Kongres (se souhlasem devíti států) svěřil.

#### Článek XI.
Prohlašuje, že Kanada přistupuje k této konfederaci. Dále určuje, že k přistoupení jakékoliv další kolonie je potřeba souhlas minimálně devíti států.

#### Článek XII.
Obsahuje prohlášení o úhradě veškerých finančních závazků učiněných Kongresem nynějšími Spojenými státy.

#### Článek XIII.
Tento poslední článek stanovuje povinnost všech států dodržovat rozhodnutí Spojených států, shromážděných v Kongresu v otázkách, které jsou mu touto konfederací předneseny. Stanovuje, jakým způsobem je možné tyto články Konfederace do budoucna upravovat.
„A ježto potěšilo Velkého vládce světa přimět srdce zákonodárných sborů, které každý za sebe zastupujeme v Kongresu, schválit řečené Články konfederace a trvalé unie a zmocnit nás k jejich ratifikaci, vězte, že my podepsaní delegáti tímto na základě pravomoci a zmocnění nám k tomuto účelu daných, jménem a v zájmu našich příslušných zplnomocnitelů plně a zcela ratifikujeme a potvrzujeme každý a všechny z řečených Článků konfederace a trvalé unie a veškeré a jednotlivé záležitosti a věci v nich obsažené. Dále slavnostně dáváme své pevné slovo a vkládáme důvěru v naše zplnomocnitele, že budou dodržovat rozhodnutí Spojených států shromážděných v Kongresu ve všech otázkách, jež jsou jim řečenou konfederací předkládány. Články budou dodržovány každým státem, a tak bude unie trvalá. Na důkaz toho jsme tyto ústavní články stvrdili svým podpisem v Kongresu. Dáno ve Filadelfii ve státě Pensylvánie devátého dne měsíce července Léta Páně tisícího sedmistého sedmdesátého osmého a ve třetím roce nezávislosti Ameriky.“